# Tackey & Tsubasa
Tackey & Tsubasa (タッキー&翼) è un duo giapponese di musica j-pop composto dell'agenzia Johnny & Associates. Il duo è composto da Hideaki Takizawa e Tsubasa Imai ed è principalmente conosciuto per i drama televisivi a cui ha preso parte e per alcuni singoli di successo come Kamen e Venus, arrivati sino alla vetta della classifica oricon dei singoli più venduti in Giappone. Hanno inoltre registrato una delle sigle di apertura dell'anime One Piece, Crazy Rainbow del 2007. I loro dischi sono pubblicati dall'etichetta Avex Trax.

## Discografia

### Singoli
1. 2003 - To be, To be, Ten made To be
2. 2003 - Yume Monogatari (夢物語)
3. 2004 - One Day, One Dream
4. 2004 - Serenade (愛想曲(セレナーデ))
5. 2005 - Kamen/Mirai Koukai (仮面/未来航海)
6. 2006 - Venus
7. 2006 - Ho! Summer (Ho! サマー)
8. 2007 - x (Dame)/Crazy Rainbow (x～ダメ～ / Crazy Rainbow)
9. 2007 - SAMURAI
10. 2008 - Koi Uta (Koi Uta)/Progress (恋詩-コイウタ-/PROGRESS)
11. 2010 - Ai wa Takaramono (愛はタカラモノ)
12. 2011 - Journey Journey ~Bokura no Mirai~ (Journey Journey〜ボクラノミライ〜)
13. 2011 - Heartful Voice
14. 2014 - Boku no Soba ni wa Hoshi ga Aru / Viva Viva More (僕のそばには星がある/ビバビバモーレ)
15. 2014 - Dakinatsu (抱夏-ダキナツ-)
16. 2015 - Yamanotesennai Mawari ~Ai no Meiro~ (山手線内回り〜愛の迷路〜)

### Album
1. 2002 - Hatachi
2. 2005 - Twenty Two
3. 2006 - Two You Four You
4. 2012 - TEN
5. 2014 - Two Tops Treasure

### Mini Album
1. 2011 - TRIP & TREASURE
2. 2014 - TRIP & TREASURE TWO

### Compilation
1. 2007 - Tackey & Tsubasa BEST Album